# Мельгар-де-Юсо
Мельгар-де-Юсо (ісп. Melgar de Yuso) — муніципалітет в Іспанії, у складі автономної спільноти Кастилія-і-Леон, у провінції Паленсія. Населення — 304 особи (2010).
Муніципалітет розташований на відстані близько 210 км на північ від Мадрида, 34 км на північний схід від Паленсії.

## Демографія
Динаміка населення (INE ):